# Вальзер, Мартин
Мартин Вальзер (нем. Martin Walser; 24 марта 1927, Вассербург — 26 июля 2023, Иберлинген) — немецкий писатель и драматург, один из крупнейших представителей послевоенной немецкой литературы.

## Биография
В 17 лет Вальзер, по сведениям Берлинского государственного архива, вступил в НСДАП, после чего был мобилизован и отправлен на фронт. После публикации документов архива Вальзер заявил, что никогда не подавал заявку на вступление в партию.
После окончания Второй мировой войны он изучает философию, историю и литературу. В 1951 году Вальзер защищает диссертацию на тему «Описание формы. Опыт по Францу Кафке» и получает степень доктора философии. После этого работает радио- и телережиссёром в Штутгарте, пока в 1957 году не выбирает для себя профессию писателя и не селится на Бодензее в Юберлингене.
В своих многочисленных рассказах, драмах, радиопьесах, романах и эссе М. Вальзер изображает многосложный и изменчивый портрет западногерманского общества. В центре его произведений — как правило «антигерой», подверженный сомнениям в правильности своих поступков.
К важнейшим произведениям писателя относятся рассказы:
- Ein Flugzeug über dem Haus (1957) (Самолёт над домом)
- Lügengeschichten (1964) (Лживые истории)
- Aus dem Wortschatz unserer Kampf (1971) (Из словаря нашей борьбы)
- Ein fliehendes Pferd (1978) («Бегущая лошадь»)

романы:
- Ehen in Philippsburg (1957) (Семейная жизнь в Филиппсбурге)
- Halbzeit (1960)
- Das Einhorn (1966) (Единорог)
- Die Gallistlsche Krankeit (1972) (Галльская болезнь)
- Jenseits der Liebe (1976) (По ту сторону любви)
- Seelenarbeit (1979) (Душевная работа)
- Dorle und Wolf (1987)

пьесы:
- Eiche una Angora (1962) (Дуб и Ангора)
- Überlebensgroß Herr Krott (1963)
- Der schwarze Schwan (1964) (Чёрный лебедь)
- Die Zimmerschlacht (1967) (Комнатное сражение)
- Ein Kinderspiel (1970) (Детская игра)

радиопьесы:
- Die Dummen (Глупцы)
- Draußen (Снаружи)
- Kantanen auf der Kellertreppen(Кантаты на лестницах в подвал)

## Награды (избранные)
- медаль «За заслуги» Баден-Вюртемберга (1980)
- премия Георга Бюхнера (1981)
- Большой крест ордена «За заслуги перед ФРГ» (1987)
- Большая литературная премия Баварской академии изобразительного искусства (1990)
- премия Рикарды Хух (1990)
- Орден «Pour le Mérite» (Пруссия) (1992)
- почётный доктор Дрезденского технического университета (1994)
- почётный доктор университета в Хильдесхайме (1995)
- Премия мира немецких книготорговцев (1998)
- почётный доктор Католического университета Брюсселя (1998)
- лауреат Алеманнской литературной премии (2002)

## Издания на русском языке
- «Дуб и кролик» и другие пьесы. М.: Прогресс, 1974
- Избранное. М.: Прогресс, 1979.
- Повести. М.: Радуга, 1985.
- Браки в Филиппсбурге: Роман. М.:Азбука, 2004.
- Биография любви. М.: АСТ, Люкс, 2005.